# Contea di Pickett
La contea di Pickett in inglese Pickett County è una contea dello Stato del Tennessee, negli Stati Uniti. La popolazione al censimento del 2000 era di 4 945 abitanti. Il capoluogo di contea è Byrdstown.

## Contee confinanti
- Contea di Wayne (nord-est)
- Contea di Scott (est)
- Contea di Fentress (sud-ovest)
- Contea di Overton (sud-ovest)
- Contea di Clay (ovest)
- Contea di Clinton (nord)